# Saison 1 de Switch
 (janvier 2024).
Si vous disposez d'ouvrages ou d'articles de référence ou si vous connaissez des sites web de qualité traitant du thème abordé ici, merci de compléter l'article en donnant les références utiles à sa vérifiabilité et en les liant à la section « Notes et références ».

Cet article présente le guide des épisodes de la première saison de la série télévisée Switch.
Ce guide a pu être réalisé en s'appuyant uniquement sur les archives disponibles en langue française. Même aux États-Unis, la série Switch est tombée dans un vrai anonymat et rares sont les informations détaillées concernant les épisodes[réf. nécessaire]. 
En France, seulement treize épisodes auraient été doublés et diffusés à partir du 29 décembre 1976 sur Antenne 2 le mercredi soir à 20h30. Le pilote, lui, a été diffusé le 14 mars 1976.

## Épisode pilote:Switch
- États-Unis : 21 mars 1975 sur CBS
- France : 14 mars 1976 sur Antenne 2

- Charles Durning (Phil Beckman)
- Jaclyn Smith (Alice)
- Ken Swofford (Le capitaine Griffin)
- Greg Mullavey (Chuck Powell)
- Sharon Gless (Maggie)
- Charlie Callas (Malcolm)
- Marc Lawrence (Franks)
- Anne Schedeen (Lisa)
- Alan Manson (Murray Franklin)

## Épisode 1:The James Caan Con
- États-Unis : 9 septembre 1975 sur CBS
- France : Inédit

- Keir Dullea (Anthony Kirk)
- Julie Sommars (Lane Cameron)
- John S. Ragin (Len Ekhardt)

## Épisode 2:Une bonne affaire
- États-Unis : 16 septembre 1975 sur CBS
- France : 12 janvier 1977 sur Antenne 2

- Roger C. Carmel (Lou Belasco)
- Jaclyn Smith (Ali)
- Stanley Kamel (Eddie Matlock)
- Stack Pierce (Charlie Van Scoyk)

## Épisode 3:Le Coup des diamants
- États-Unis : 23 septembre 1975 sur CBS
- France : 19 janvier 1977 sur Antenne 2

- Robert Webber (Paul Sinclair)
- Anne Archer (Laurie)
- Robert Miller Driscoll, Stefan Gierasch, Mary Gregory

## Épisode 4:Stung From Beyond
- États-Unis : 30 septembre 1975 sur CBS
- France : Inédit

- Joan Collins (Jackie Simon)
- Granville Van Dusen (Phil Simon)
- Ida Lupino (Mme Simon)
- John Dehner (Monsieur Simon)
- Gordon Jump (en) (Chuck Kreski)
- Byron Morrow (Farrell)

## Épisode 5:The Deadly Missile Caper
- États-Unis : 7 octobre 1975 sur CBS
- France : Inédit

- Kathleen Quinlan (Robin Morgan)
- John Vernon (Jack Morgan)
- John Quade (Le shérif Jacobs)
- Stephen McNally (Steve Morgan)
- Martin Kove (Bud Ewing)
- Marjorie Battles (Emma)

## Épisode 6:L'Homme qui ne pouvait pas perdre
- États-Unis : 14 octobre 1975 sur CBS
- France : 16 février 1977 sur Antenne 2

- Gayle Hunnicutt (Samantha)
- Paul Koslo (Roy Moss)
- Don Gordon (Graylow)
- Richard Masur (Wes Atwater)
- Joshua Shelley (Dutch)
- Keith Atkinson (Riesdorf)
- Robert Snively (Chet Varner)

## Épisode 7:L'Affaire de l'émeraude
- États-Unis : 21 octobre 1975 sur CBS
- France : 23 février 1977 sur Antenne 2

- Henry Silva (Kurt Shaw)
- Jaclyn Smith (Ali)
- Richard Kiel, Bill Engesser, Richard Le Pore, Booth Colman

## Épisode 8:The Body at the Bottom
- États-Unis : 4 novembre 1975 sur CBS
- France : Inédit

- Vic Tayback
- James Keach
- Gino Conforti
- Jordan Rhodes
- Vernon Weddie
- H.B. Haggerty
- Albert Cole

## Épisode 9:Au Large de Puerto Vallarta
- États-Unis : 11 novembre 1975 sur CBS
- France : 5 janvier 1977 sur Antenne 2

- Lloyd Bochner (Harmon)
- Jared Martin (Todd)
- John Findlater (Bob)
- Chris Morley (Jane)
- Joan Freeman (Norma Harmon)
- Russ Conway (Le Capitaine)

## Épisode 10:Voyageur pour Paris
- États-Unis : 25 novembre 1975 sur CBS
- France : 9 mars 1977 sur Antenne 2

- Ricardo Montalban (Jean-Paul Jacquard)
- Dina Merrill (Luciana)
- Marc Lawrence (Don Vincenzo)
- Martine Beswick
- Cliff Carnell
- Pearl Shear

## Épisode 11:Qui est l'autre David Ross?
- États-Unis : 2 décembre 1975 sur CBS
- France : 2 mars 1977 sur Antenne 2

- Don Porter (Paul Lorimer)
- Cheryl Ladd
- Alfred Ryder
- Joanna Cameron (Carey)
- Todd Martin
- John Kerr
- George Wyner

## Épisode 12:Utopia
- États-Unis : 9 décembre 1975 sur CBS
- France : 22 janvier 1977 sur Antenne 2

- Madlyn Rhue (Evelyn Thurson)
- Burr DeBenning (Kevin Gerschwin)
- Bill Fletcher, Anne Archer, James Jeter, Randi Oakes (Fran Yarrow)

## Épisode 13:La Vengeance
- États-Unis : 16 décembre 1975 sur CBS
- France : 9 février 1977 sur Antenne 2

- Frank Marth (Armand Speer)
- Camilia Sparv, Mel Allen, Bill Morey

## Épisode 14:Est pris qui croyait prendre
- États-Unis : 23 décembre 1975 sur CBS
- France : 2 février 1977 sur Antenne 2

- Ann Blyth (Miriam Eastbrook)
- Charles Drake (Chuck Eastbrook)
- Joe Maross (Le policier)
- Shelly Novack (un ravisseur)
- Carole Wells, Med Flory, Don Fenwick

## Épisode 15:Chantage à la bombe
- États-Unis : 6 janvier 1976 sur CBS
- France : 16 mars 1977 sur Antenne 2

- Jacques Aubuchon (Harper)
- Sandra Dee (Viv Harper)
- Milt Kogan, Patrick Duffy, Charles Haid (M.R. Pepper)
- Larry Manetti, Terry Kiser

## Épisode 16:Ain't Nobody Here Named Barney
- États-Unis : 13 janvier 1976 sur CBS
- France : Inédit

- Fred Holliday
- Lurene Tuttle
- Ann Prentiss
- Bernie Kopell
- Lucille Benson
- Guy Raymond
- Morgan Farley

## Épisode 17:Come Die With Me
- États-Unis : 27 janvier 1976 sur CBS
- France : Inédit

- Don Ho
- Gretchen Corbett
- Jason Evers
- Linden Chiles
- Ben Piazza
- John Fujioka
- Kathrine Baumann

## Épisode 18:Une voiture modèle Zeppelin
- États-Unis : 10 février 1976 sur CBS
- France : 29 décembre 1976 sur Antenne 2

- Joan Blondell (Dolores Lear)
- Dabney Coleman (C.C. Owens)

## Épisode 19:Before The Holocaust
- États-Unis : 17 février 1976 sur CBS
- France : Inédit

- David Sheiner
- Sydney Chaplin
- Ross Elliott
- Bruce Glover
- Christopher Nelson[Lequel ?]
- Pamela Shoop

## Épisode 20:Big Deal in Paradise
- États-Unis : 24 février 1976 sur CBS
- France : Inédit

- Ray Danton
- Peter Mark Richman
- Jeanne Bates
- Charles Bateman
- Anne Archer
- Richard Le Pore

## Épisode 21:Une affaire embrouillée
- États-Unis : 2 mars 1976 sur CBS
- France : 23 mars 1977 sur Antenne 2

- Larry Storch (Benny Shore)
- Dionne Warwick (Shari)
- Milt Kamen (Mendel Terrace)
- Lara Parker (Esther Kelly)
- Irving Benson, Jack Colvin, Erica Hagen

## Épisode 22:The Girl on the Golden Strip
- États-Unis : 16 mars 1976 sur CBS
- France : Inédit

- Wayne Newton
- Michael Callan
- Kelly Harmon
- Jack Colvin
- Dave Barry
- David Sabin

## Épisode 23:Round Up the Usual Suspects
- États-Unis : 23 mars 1976 sur CBS
- France : Inédit

- Fernando Lamas, George Voskovec, Sid Haig, James Ingersoll, Veronica Hamel (Nabilla)
- Edith Atwater, James Flavin

## Épisode 24:Death Squad
- États-Unis : 6 avril 1976 sur CBS
- France : Inédit

- Mark Goddard
- David Hollander
- Jack Hogan
- Mike Quinn
- Augusta Summerland
- William Sylvester

## Sources
1. 1 2  Le Magazine des Séries